# Гіперон (приціл)
Гіперо́н (рос. Гиперон) — серія російських панкратичних прицілів, призначених для розвідки цілей і ведення прицільної стрільби зі снайперських гвинтівок (СВД, СВДК тощо). Вся серія розроблена за проєктом «Взломщик» (укр. Зломщик), випускається Красногорським заводом імені С. О. Звєрєва (м. Красногорськ Московської області). Головний конструктор Б. П. Майков. 2001 року відбулося прийняття на озброєння.
Індекси:
- 1П59 для 7,62-мм гвинтівки СВД
- 1П69 для 7,62-мм гвинтівки СВ-98
- 1П70 для 9-мм гвинтівки СВДК[en]
- 1П71-1 для 12,7-мм гвинтівки АСВК.

Приціли забезпечують:
- можливість ведення прицільної стрільби на дистанції від 100 до 1300 м
- автоматичне введення кута прицілювання на дальностях стрільби від 100 до 1000 м
- можливість зміни збільшення без зміни встановленого кута прицілювання та ведення стрільби для обраної дистанції при будь-якому збільшенні з діапазону 3-10 крат
- підсвічування прицільної мітки та шкали дистанцій та з регулюванням яскравості
- велика вхідна зіниця об'єктива, що дозволяє вести прицільну стрільбу в сутінковий та нічний час
- вимірювання та встановлення дальності за шкалою у полі зору прицілу, що не вимагає відриву ока стрілка від цілі
- плавність та високу точність установки прицільної дальності стрільби
- установку прицілу на приєднувальну рейку типу Пікатінні.

## Конструкція
Вага прицілу з кронштейном близько 1,3 кг.
Кронштейн виготовлений з алюмінієвого сплаву з традиційним кріпленням під стандартну відповідну базу. Розташування кронштейна прицілу на гвинтівці в так званому крайньому задньому положенні (на відміну від переднього в ПСО-1). Батарейний відсік на напругу живлення 3 вольти (два елементи АА). У комплекті йдуть 2 корпуси-перехідники, один для системи зимового освітлення, другий для роботи від елементів АА на 1,5 В. Кнопка включення стандартна для ПСО (у гумовому чохлі) без регулювання яскравості. Сам корпус прицілу є універсальним для використання на гвинтівках СВД, СВДК, СВ-98, АСВК, закріплений на кронштейні на двох кільцях. Переднє вузьке на двох гвинтах, заднє ширше, на чотирьох.
Картинка прицілу, порівняно з військовими ПСО-1М2 та ПО6×36М, помітно світліша, а лінії прицільної сітки на порядок тонші та чіткіші. Межа зображення по краю видимої частини чітка. Порівнюючи із сіткою ПО6×36М, сітка 1П59 майже втричі тонша. Причому сам основний прицільний знак, чітко гострий, на відміну від трохи заокруглених у ПСО та ПО. Прицільна сітка виконана гравіюванням з наступним заповненням емаллю.
За рахунок застосування панкратичної зміни збільшення використовується спосіб вимірювання дальності до цілей відомих розмірів, заснований на плавній зміні збільшення до вписування зображення цілі в далекомірну марку приладу.

## Характеристики
- Збільшення: 3x—10x
- Поле зору: 7,8—2,5 градусів
- Віддалення вихідної зіниці: 70 мм
- Діаметр вихідної зіниці: 10,2-4 мм
- Напруга живлення (ER6S, літієвий) підсвічування сіток: 3 В
- Межа роздільної здатності:
  - при 3x: 20 кутових секунд
  - при 10x: 6 кутових секунд
- Похибка установки кутів прицілювання: не більше 1 сек.
- Дальність наведення:
  - при автоматичному введенні кутів прицілювання: 100—1000 м
  - за прицільними знаками: 1050—1500 м
- Діапазон вивіряння лінії прицілювання:
  - за висотою ±0-10 тис.
  - за напрямом ±0-10 тис.

## Бойове використання

### Російське вторгнення в Україну
Головне управління розвідки Міністерства оборони України, після знищення колони Росгвардії поблизу селища Димер, Київської області, виявлило, що перед вторгненням до України військовослужбовцям 748 окремого батальйону оперативного призначення військ Росгвардії (м. Хабаровськ) були видані, зокрема, приціли панкратичні Гіперон для снайперських гвинтівок СВ-98.